# Traktorizace Afriky
Traktorizace Afriky (též mechanizace Afriky či Traktorizace rozvojových zemí) je název pro úsilí mezinárodních organizací a agentur Spojených národů zvýšit úroveň života ve venkovských oblastech rozvojových zemí dodávkami mechanizační techniky (zejména traktorů). Hlavní období traktorizace se datuje do 50. a 60. let 20. století, kdy bylo do těchto regionů, zejména do Afriky dodáno nejvíce traktorů. Následně došlo k první evaluaci projektu, která nepřinesla očekávané výsledky. Proto v 70. a 80. letech nastoupily projekty selektivní mechanizace. Byť tyto projekty hodnotily mezinárodní organizace jako FAO pozitivně, objevovaly se i negativní reakce poukazující na to, že řada farmářů traktory stejně nezačala používat z různých důvodů, nebo naopak že nastoupivší mechanizace zvýšila nezaměstnanost.